# Josema Beast
José Manuel Muñoz Quiles (Yecla, 20 de octubre de 2001), más conocido como Josema Beast, es un culturista español. Participó en el Mister Olympia 2024 en la categoría Classic Physique, en donde finalizó en sexto lugar.

## Biografía
Josema Beast nació en Yecla, Murcia, en 2001. Comenzó a entrenar en 2016, y poco a poco fue aficionándose cada vez más hasta que decidió empezar a competir en culturismo. En mayo de 2023 consiguió su tarjeta de profesional con tan solo 21 años tras ganar la Ben Weider Classic Pro Qualifier en Benidorm.
Su debut profesional se produjo un mes más tarde en el Empro Classic en Alicante donde finalizó en cuarta posición en la categoría Open.
En abril de 2024 comunicó que cambiaba a la categoría Classic Physique, y un mes después compitió en el California Pro en Alicante. En esta competición resultó ganador y se clasificó para el Mister Olympia en la categoría Classic Physique con tan solo 22 años.
Tiene los títulos de Monitor de Gimnasio, Entrenador Personal y Nutrición Básica y Avanzada, todos ellos avalados por la Federación Internacional de Fisicoculturismo.